# Strade di categoria A della Zona 5

Le zone di numerazione per le strade di categoria A della Gran Bretagna

Secondo il sistema di numerazione delle strade della Gran Bretagna, in tali Paesi a ogni strada è assegnata una lettera singola, che rappresenta la categoria della strada, seguita da un numero, composta da 1 a 4 cifre.
Si riporta l'elenco delle strade di categoria A della Zona 5 in Gran Bretagna, che hanno il punto di partenza a nordest della A5, a ovest della A6 e a sud del Solway Firth/Eden Estuary (strade che iniziano con la cifra 5).

## Strade a cifra singola e a doppia cifra
| Strade | Estremità a sud              | Estremità a nord       | Note                                                               |
| ------ | ---------------------------- | ---------------------- | ------------------------------------------------------------------ |
|        | Central London (Marble Arch) | Holyhead               |                                                                    |
|        | Leicester                    | Warrington             | Diventa la M1 tra i raccordi 22 e 24A                              |
|        | Chester                      | Kingsbury              |                                                                    |
|        | Newcastle-under-Lyme         | Mablethorpe            |                                                                    |
|        | Buxton                       | Shrewsbury             |                                                                    |
|        | Chester                      | Buxton                 |                                                                    |
|        | Holyhead                     | Chester                |                                                                    |
|        | Chester                      | A59 vicino a Broughton |                                                                    |
|        | Liverpool                    | Lincoln                |                                                                    |
|        | Prescot                      | Wetherby               | Diventa la A58(M) nel tratto che è parte del Leeds Inner Ring Road |
|        | Liverpool                    | York                   |                                                                    |

## Strade a 3 cifre
| Strade    | Estremità a sud            | Estremità a nord                | Note |
| --------- | -------------------------- | ------------------------------- | --- |
|           | Clayton                    | Nantwich                        | Localmente nota come ‘'D Road'’, perché il suo percorso assomiglia alla parte curva della lettera D maiuscola (con un tratto della M6 che forma la parte retta) |
|           | Marylebone                 | Moorgate                        | Parte del London Inner Ring Road, comprende Marylebone Road, Euston Road, Pentonville Road e City Road. Termina al punto di raccordo con London Wall |
|           | Camden Town                | Hendon                          | Attraverso Hampstead, la maggior parte segue l'Edgware branch della Northern Line per 5 stazioni |
|           | Camden Town                | Woodford                        | Camden Road e Seven Sisters Road (primarie) e Ferry Lane (non primaria), attraversa Holloway e Walthamstow |
|           | West Hendon                | Seven Sisters                   | via Hendon, Finchley, East Finchley, Muswell Hill, Hornsey e West Green |
|           | Linslade                   | Great Abington                  | |
| A506      | Walton                     | Stanley Gate nr. Bickerstaffe   | |
|           | Buntingford                | M1 - raccordo 13                | Il punto di fine e il percorso della strada sono stati da poco cambiati per aggirare Ridgmont. |
|           | Old Stratford              | Market Harborough               | |
|           | Milton Keynes              | Kettering                       | |
| A510      | Wellingborough             | Cranford St John                | Forma parte della circonvallazione esterna di Wellingborough |
|           | Markfield                  | Foston (Derbyshire)             | A50(T) storica |
|           | Loughborough               | Ashby-de-la-Zouch               | |
|           | Tamworth                   | Stafford                        | |
|           | Derby                      | Swadlincote                     | |
|           | Lichfield                  | Buxton                          | |
|           | Derby                      | Hilton                          | |
|           | Belper                     | Ashbourne                       | |
|           | Uttoxeter                  | Telford                         | |
|           | Newcastle-under-Lyme       | Newport                         | |
|           | Stone                      | Leek                            | |
|           | Meir                       | Froghall                        | |
|           | Uttoxeter                  | Wetley Rocks                    | |
|           | Swinscoe                   | Hazel Grove                     | |
|           | Rhyl                       | Newcastle-under-Lyme            | |
|           | Woolfall Heath M57 J3      | Woolfall Heath A57              | Seth Powell Way |
|           | Newcastle-under-Lyme       | Congleton                       | |
|           | Wrexham                    | Shrewsbury                      | |
|           | Hinstock                   | Nantwich                        | |
|           | Whitchurch                 | Northwich                       | |
|           | Madeley Heath              | Weston                          | |
|           | Crewe Green                | Marshfield Bank, Crewe          | |
|           | Alsager                    | Widnes                          | Attraversa il Runcorn-Widnes Bridge |
|           | Wrexham                    | West Heath                      | |
|           | Holmes Chapel              | Alderley Edge                   | via Twemlow Green, passa Jodrell Bank, via Chelford |
|           | Congleton                  | Macclesfield                    | |
|           | Knutsford                  | Buxton                          | Per il tratto tra Macclesfield e Buxton si veda anche Cat and Fiddle Road. |
|           | Macclesfield               | Altrincham                      | Passa sotto le piste dell'Aeroporto di Manchester |
|           | Eglwys Cross               | Llangollen                      | |
|           | Chester                    | Hoylake                         | |
|           | Wrexham                    | Trefnant                        | |
|           | Llangollen                 | Llandegla                       | Attraversa lo Horseshoe Pass |
|           | Pentrefoelas               | Bodfari                         | |
|           | Bylchau                    | Llanfair Talhaiarn              | |
|           | Menai Bridge               | Beaumaris                       | |
|           | Tywyn                      | Llandudno                       | |
|           | Prestatyn                  | Conwy                           | |
|           | Chester                    | Llanrwst                        | |
|           | Drury                      | Mold                            | |
|           | Caergwrle                  | Hooton                          | |
|           | Seacombe                   | Gayton                          | |
|           | Birkenhead                 | West Kirby                      | |
|           | Birkenhead                 | Hoylake                         | |
|           | Birkenhead                 | Bidston                         | |
|           | Handforth                  | Woodford                        | |
|           | Delamere                   | Bowdon                          | Il tratto settentrionale riceve il traffico da e per il raccordo J19 della M6 e il raccordo J7 della M56 per l'Aeroporto di Manchester e South Manchester |
|           | Sutton Weaver              | Rainhill, St Helens M62 J7      | |
|           | Daresbury                  | Runcorn                         | Daresbury Expressway |
|           | Sandiway                   | Stretton                        | |
|           | Altrincham                 | Hattersley                      | |
|           | Halewood                   | Liverpool                       | |
|           | Liverpool                  | Penketh                         | |
|           | A6 London Road (Oadby)     | A47, Uppingham Road             | Leicester Outer Ring Road |
| A564      | Non assegnato              |                                 | Si riferiva a tratti migliorati della A50 prima che la A50 fosse ritracciata |
| A565      | Bootle                     | Tarleton                        | |
|           | Bootle                     | Orrell Park                     | |
|           | Seaforth                   | Scotland Road, Liverpool        | |
| A568      | Non assegnato              |                                 | Era la strada tra Widnes e Lea Green railway station, St Helens, attuale B5419 |
|           | Bold Heath                 | St Helens                       | |
|           | Rainhill, St Helens M62 J7 | Southport                       | |
|           | St Helens                  | Wigan                           | |
|           | Swinton                    | St Helens                       | |
|           | Winwick (Cheshire)         | Wigan                           | |
|           | Leigh                      | Sankey Bridges, Warrington      | Si collega anche alla M62 presso il raccordo J11 |
|           | Bolton                     | Worsley                         | |
|           | Stretford                  | Middleton                       | |
|           | Boothstown                 | Ormskirk                        | |
|           | Leigh                      | Hindley Green                   | |
|           | Raccordo J22 della M6      | Bolton                          | |
|           | Liverpool                  | Manchester                      | The East Lancs Road |
|           | Chorley                    | Rufford                         | |
|           | A6 presso Lostock Hall     | Higher Penwortham               | |
|           | Blackpool                  | Preston                         | |
|           | Clifton                    | Little Bispham                  | |
|           | Kirkham                    | Fleetwood                       | |
|           | Garstang                   | Blackpool                       | |
|           | Blackpool                  | Fleetwood                       | |
|           | Poulton-Le-Fylde           | Lancaster                       | |
|           | Lancaster                  | Heysham                         | |
|           | A65                        | Barrow-in-Furness               | |
|           | A590                       | Bothel                          | |
|           | Newby Bridge               | Penrith                         | |
|           | Broughton-in-Furness       | Ambleside                       | |
| (Cumbria) | Maryport                   | Cockermouth                     | |
| A594      | Leicester                  |                                 | circonvallazione interna di Leicester |
|           | Carlisle                   | Dalton-in-Furness               | |
|           | Thursby                    | Workington                      | |
|           | Workington                 | Distington                      | Il Northside Bridge a Workington, su cui transitava il percorso della strada, fu distrutto dagli eventi alluvionali del novembre 2009 |
|           | Hampstead                  | North Finchley                  | Inizia presso il raccordo tra Finchley Road e Hendon Way sull'A41. Attraversa Golders Green e incrocia la A406 e la A1 a Henlys Corner, quindi punta al centro di Finchley e Ballards Lane passando per Regents Park Road e infine a Tally-Ho Corner, dove finisce con l'immissione nella A1000 |
|           | Haydock Park Racecourse    | Bypass di Blackbrook, St Helens | |